# 白磁

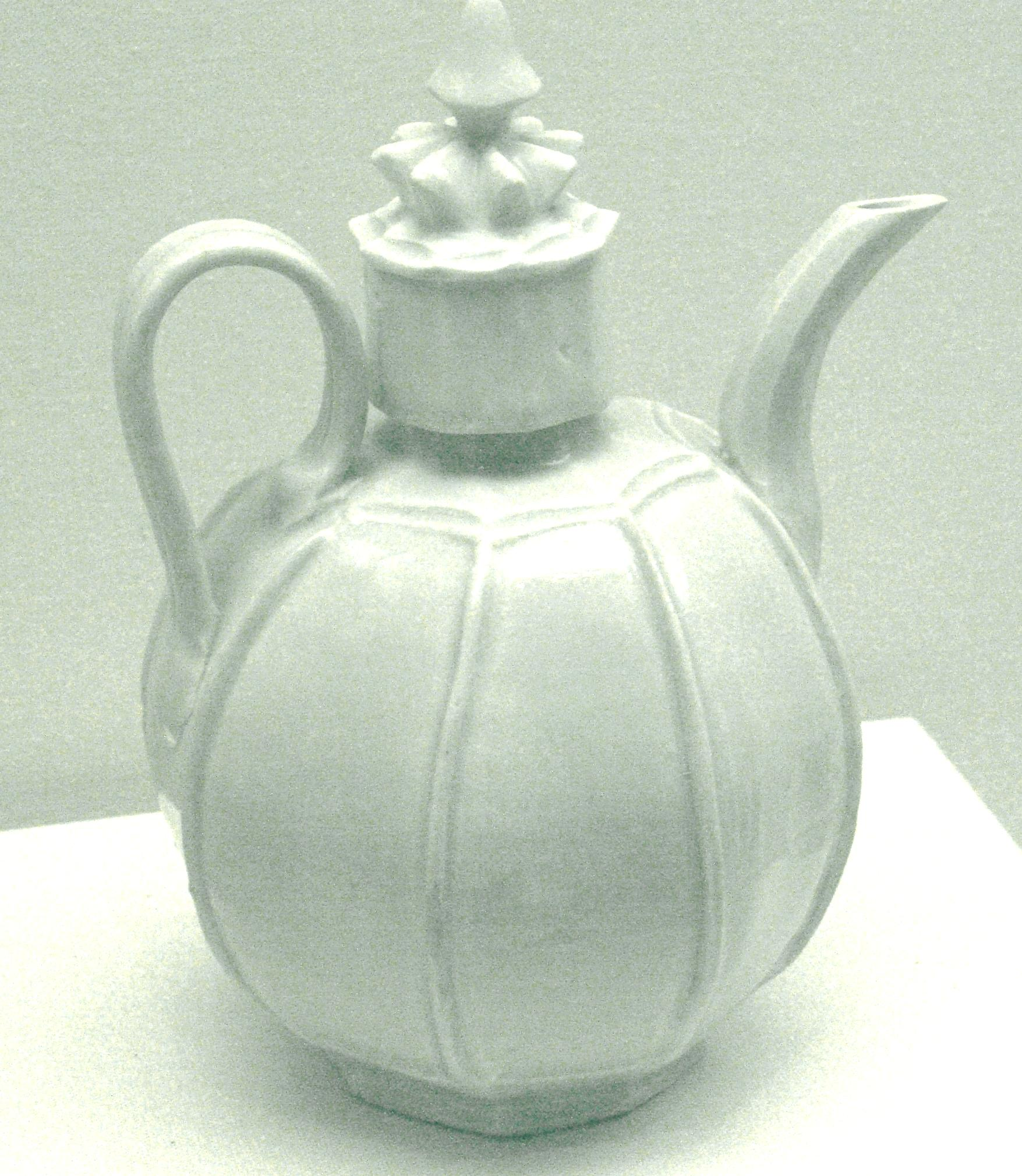
景徳鎮の白磁、ベルリン東洋美術館

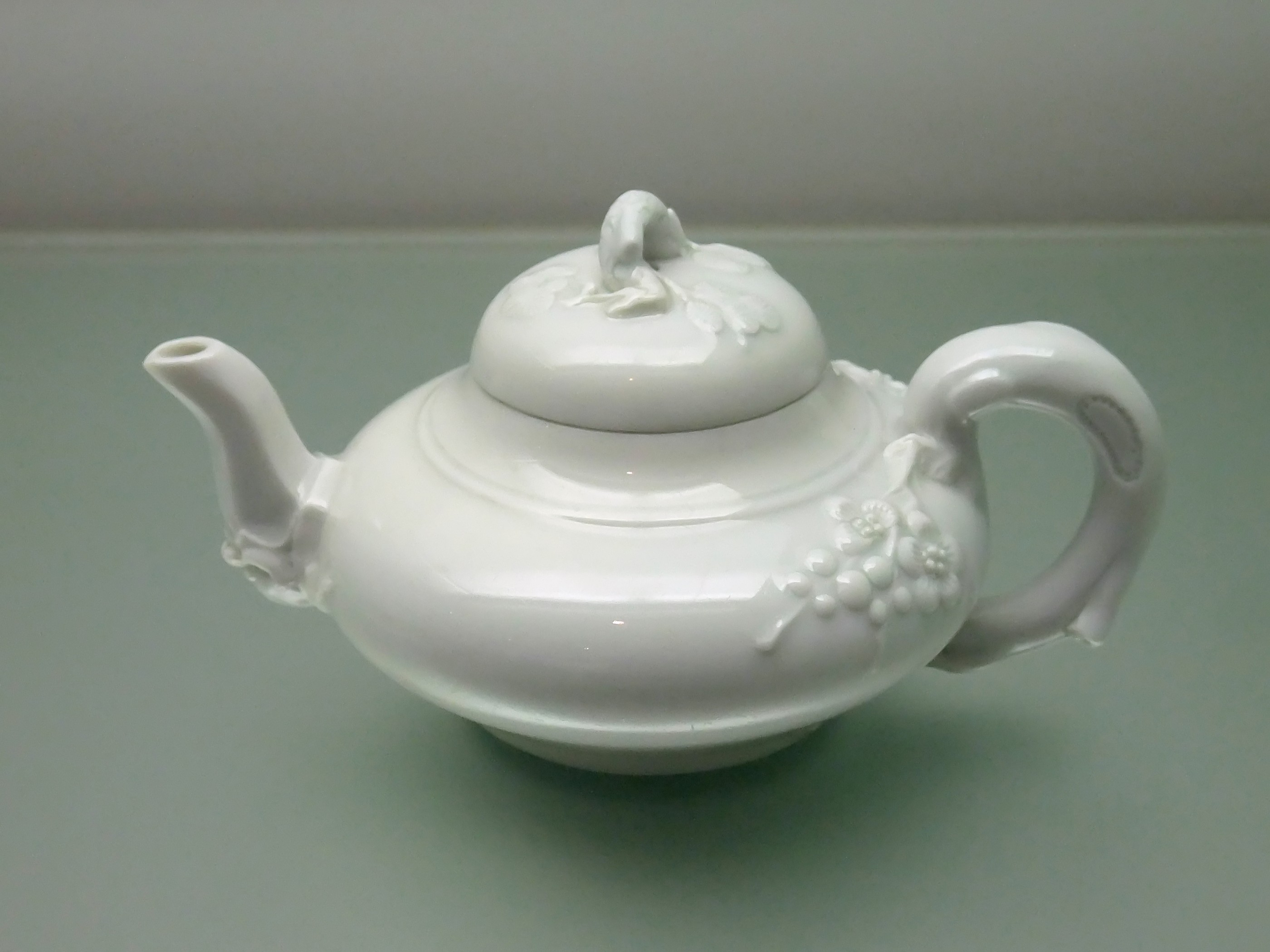
徳化窯の白磁、香港芸術館

白磁（はくじ）とは、白素地に無色の釉薬をかけた磁器の総称である。
ケイ酸とアルミニウムを主成分とする白色の粘土の素地に、鉄分のない植物灰と高陵石から精製された透明釉薬を掛け、高温の還元炎で焼き上げて作る磁器の一種。 
また青白磁（せいはくじ）とは、白磁の一種であるが、とくに釉薬が文様の溝にたまって青みを帯び美しい水色に見えるものをいう。青白磁は宋代の景徳鎮産の梅瓶や香炉、鉢、水差の優品がその典型例で、宮廷や日本では大名クラス以上の人々に珍重された。
なお白磁や青白磁は日本において、色の表現としても使用されている。

## 歴史

### 中国
通説では、起源は560 - 570年代の北斉（中国）に遡ると言われ、青磁の製造技術の完成と共に発展し、北宋時代の定窯で、白磁の名品が多く作られるようになった。
しかし2009年、中国・河南省安陽市安陽県の西高穴2号墓（曹操の墓とされている）で発掘された罐（形状はいわゆる缶よりも壺に近い）が、2019年、調査に当たった東京国立博物館の研究チームによって、白磁の特徴を備えていると発表された。曹操は後漢末期の人物（220年死去）であり、事実ならば起源は300年以上さかのぼることになる。
1000年ごろ、景徳鎮にて微量の鉄分を含む釉薬で焼く、青白磁（影青）が盛んに作られ、東アフリカまで輸出されるようになる。元代後半になると、景徳鎮窯では青の染付をあしらった、青花（せいか）の製造がはじまるが、下地は白磁である。清代に入ると、景徳鎮だけでなく各地の窯で白磁の量産が行われ、一般の日用品として広く普及した。

### 日本
白磁の製造技術が日本に伝来したのは、16世紀ごろと言われ、文禄・慶長の役に際し、朝鮮半島から来た陶工によってもたらされたという定説になっているが、それ以前に各地の窯業地で粗製の白磁の生産が試みられている。そして、1616年ごろ肥前国有田の泉山で、白磁に適した地層が見つかり、李参平によって、白磁が製造され定着した。また当時の状況として、白磁の技術は、染付の素地としてもっぱら利用されるようになった。　幕末の文化・文政年間（1804年 - 1830年）ころには、白磁や青花は日用品として、普及する事となった。　
明治に入って、京都の3代目、清風与平が白磁の美を追求してひとつの分野を開拓した。

### 朝鮮
- 李朝白磁

### 欧州
1709年にドイツのマイセンで白磁製造に成功し、その後、各地で製造される。
- マイセン (陶磁器)